# Кріслен Матсіма
Кріслен Матсіма (фр. Chrislain Matsima, нар. 15 травня 2002, Нантер) — французький футболіст, захисник клубу «Монако» і молодіжної збірної Франції. На умовах оренди грає в Німеччині за «Аугсбург».

## Клубна кар'єра
Народився 15 травня 2002 року в місті Нантер. Вихованець юнацьких команд футбольних клубів «Нантер», «Гаренн-Коломб», «Расінг», а з 2017 року — «Монако».
З 2019 року залучався до лав другої команди «монегасків», а за рік дебютував в іграх головної команди клубу.

## Виступи за збірні
2018 року дебютував у складі юнацької збірної Франції (U-16), згодом залучався до юнацьких команд Франції старших вікових категорій.

## Статистика виступів

### Статистика клубних виступів
Станом на 20 листопада 2020
| Сезон             | Команда           | Чемпіонат         | Чемпіонат | Чемпіонат | Національний кубок | Національний кубок | Національний кубок | Континентальні кубки | Континентальні кубки | Континентальні кубки | Інші змагання | Інші змагання | Інші змагання | Усього | Усього |
| Сезон             | Команда           | Ліга              | Ігор      | Голів     | Ліга               | Ігор               | Голів              | Ліга                 | Ігор                 | Голів                | Ліга          | Ігор          | Голів         | Ігор   | Голів  |
| ----------------- | ----------------- | ----------------- | --------- | --------- | ------------------ | ------------------ | ------------------ | -------------------- | -------------------- | -------------------- | ------------- | ------------- | ------------- | ------ | ------ |
| 2020–21           | «Монако»          | Л1                | 5         | 0         | КФ                 | 0                  | 0                  | -                    | -                    | -                    | -             | -             | -             | 5      | 0      |
| Усього за кар'єру | Усього за кар'єру | Усього за кар'єру | 5         | 0         |                    | 0                  | 0                  |                      | -                    | -                    |               | -             | -             | 5      | 0      |

## Титули і досягнення
Олімпійська збірна Франції
- Срібні медалі Олімпійських ігр 2024[2]